# John La Valle
Przewodniczący największego na świecie stowarzyszenia Programowania Neurolingwistycznego - Society of Neuro-Linguistic Programming. Jest członkiem The American Society of Training & Development oraz The National Values Center.
Na całym świecie prowadzi szkolenia z twórcą NLP Richardem Bandlerem będąc jego najbliższym współpracownikiem i przyjacielem. Napisał z nim książkę Persuasion Enginnering (w Polsce wydaną pod tytułem „Alchemia manipulacji”).